# Nieuport 140
Il Nieuport Ni-140 era un bombardiere in picchiata monomotore con configurazione ad ala di gabbiano rovesciata realizzato dall'azienda francese Société Anonyme des Établissements Nieuport nel 1935.
Costruito in soli due esemplari, questi rimasero distrutti durante i test di volo, uno dei quali costò la vita a Jean Decaux, per cui il progetto venne abbandonato, fornendo comunque da base per il successivo Loire-Nieuport LN-40.

## Storia

### Sviluppo
Nei primi anni trenta la Niuport cominciò a manifestare interesse verso le possibilità tattiche offerte dal bombardamento in picchiata, una tecnica utilizzata brevemente dalla Royal Air Force durante il termine della prima guerra mondiale ma poi accantonata per le eccessive sollecitazioni strutturali nei velivoli impiegati. La maggior precisione offerta da un bombardiere di tale tipo risultava molto più determinante in campo navale ed è verso l'Aéronautique navale, la componente aerea della Marine nationale, che andavano le speranze di una futura commessa. La marina era equipaggiata con l'unica portaerei allora in servizio, la Béarn, e le esperienze acquisite dalla United States Navy avevano suggerito il possibile utilizzo di aerei in quel ruolo anche sulla propria unità.
Il gruppo di progettazione che faceva capo all'ingegner Pillon disegnò un velivolo caratterizzato dall'ala a gabbiano rovesciata posizionata bassa con carrello d'atterraggio, fisso e quasi completamente carenato, ed abitacolo a due posti in tandem. La successiva fase venne concretizzata nella costruzione di due prototipi negli stabilimenti di Issy-les-Moulineaux, il primo dei quali, il Ni-140.01, venne completato nel 1934. Fino ad allora i modelli erano identificato con il prefisso NiD ma proprio quell'anno Gustave Delage, entrato in azienda nel 1914, decise di lasciare la società, così i velivoli riacquistarono l'originario suffisso Ni. L'aspetto era, si scoprirà in seguito, straordinariamente simile ad un analogo progetto tedesco, lo Junkers Ju 87, somiglianza che basterà alle autorità tedesche per accusare Pillon di spionaggio durante l'occupazione tedesca nel corso della seconda guerra mondiale.
Il Ni-140 01 venne portato in volo per la prima volta il 12 marzo 1935 compiendo un breve test per valutarne le caratteristiche. Nel luglio successivo, durante una serie di prove, rimase distrutto a causa di un atterraggio forzato e, data l'entità dei danni, venne deciso di non ripararlo. Il secondo prototipo, Ni-140.02, provato in volo il successivo novembre introduceva alcune modifiche rispetto al primo, nel disegno dell'impennaggio e nella carenatura del carrello che ora risultava più corta. Anche questo rimase distrutto in un incidente mentre il pilota tentava di correggere l'assetto durante una picchiata.
I due episodi convinsero la commissione della marina francese a rifiutare la proposta indirizzando le proprie esigenze verso il mercato estero. Nonostante l'insuccesso del modello il Ni-140 dimostrò che complessivamente poteva raggiungere prestazioni interessanti e che, con un'ulteriore sviluppo, si sarebbe potuto raggiungere un risultato da avviare alla produzione di massa. Le esperienze maturate infatti daranno origine al "navalizzato" Loire-Nieuport LN-401 ed il terrestre LN-411, avviati entrambi alla produzioni in piccola serie dopo che la Nieuport confluì nel consorzio statale Société nationale des constructions aéronautiques de l'ouest (SNCAO).

## Velivoli comparabili
Germania
- Junkers Ju 87 Stuka